# Rhodogastria similis
Rhodogastria similis är en fjärilsart som beskrevs av Heinrich Benno Möschler 1884. Rhodogastria similis ingår i släktet Rhodogastria och familjen björnspinnare. Inga underarter finns listade.